# Earl of Lytton

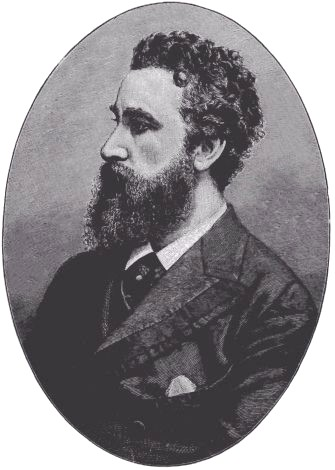
Edward Robert Bulwer-Lytton, 1. Earl of Lytton

Earl of Lytton, of Lytton in the County of Derby, ist ein erblicher britischer Adelstitel in der Peerage of the United Kingdom.
Familiensitz der Earls ist Knebworth House bei Knebworth in Hertfordshire.

## Verleihung
Der Titel wurde am 28. April 1880 für Robert Bulwer-Lytton, 2. Baron Lytton, geschaffen. Dieser war zuvor Generalgouverneur und Vizekönig von Indien gewesen.

## Nachgeordnete Titel
Zusammen mit der Earlswürde wurde ihm der Titel Viscount Knebworth, of Knebworth in the County of Hertford, verliehen, der ebenfalls zur Peerage of the United Kingdom gehört. Er wird vom Titelerben als Höflichkeitstitel geführt.
Bereits 1873 hatte der 1. Earl von seinem Vater Edward Bulwer-Lytton, der ein bekannter Parlamentsabgeordneter und Schriftsteller war, den diesem am 18. Juli 1838 verliehenen Titel Baronet, of Knebworth, und den diesem am 14. Juli 1866 verliehenen Titel Baron Lytton, of Knebworth in the County of Hertford, geerbt. Diese Titel gehören zur Baronetage bzw. Peerage of the United Kingdom.
Der 4. Earl, Noel Lytton, erbte 1957 von seiner Mutter Judith Blunt-Lytton, 16. Baroness Wentworth, den 1529 in der Peerage of England geschaffenen Titel Baron Wentworth, der seither ebenfalls ein nachgeordneter Titel des jeweiligen Earls ist.

## Liste der Barone Lytton und Earls of Lytton

### Barone Lytton (1866)
- Edward Bulwer-Lytton, 1. Baron Lytton (1803–1873)
- Edward Robert Bulwer-Lytton, 2. Baron Lytton (1831–1891) (wurde 1880 zum Earl erhoben)

### Earls of Lytton (1880)
- Edward Robert Bulwer-Lytton, 1. Earl of Lytton (1831–1891)
- Victor Alexander George Robert Bulwer-Lytton, 2. Earl of Lytton (1876–1947)
- Neville Stephen Bulwer-Lytton, 3. Earl of Lytton (1879–1951)
- Noel Anthony Scawen Lytton-Milbanke, 4. Earl of Lytton (1900–1985)
- John Peter Michael Scawen Lytton, 5. Earl of Lytton (* 1950)

Titelerbe (Heir apparent) ist der Sohn des jetzigen Earls, Philip Anthony Scawen Lytton, Viscount Knebworth (* 1989).